# Papa Pio VI
Papa Pio VI, nascido Giovanni Angelico Braschi, (Cesena, 25 de dezembro de 1717 – Valença, 29 de agosto de 1799), foi Papa da Igreja Católica e Soberano dos Estados Papais de 15 de fevereiro de 1775 até a sua morte.

## Biografia

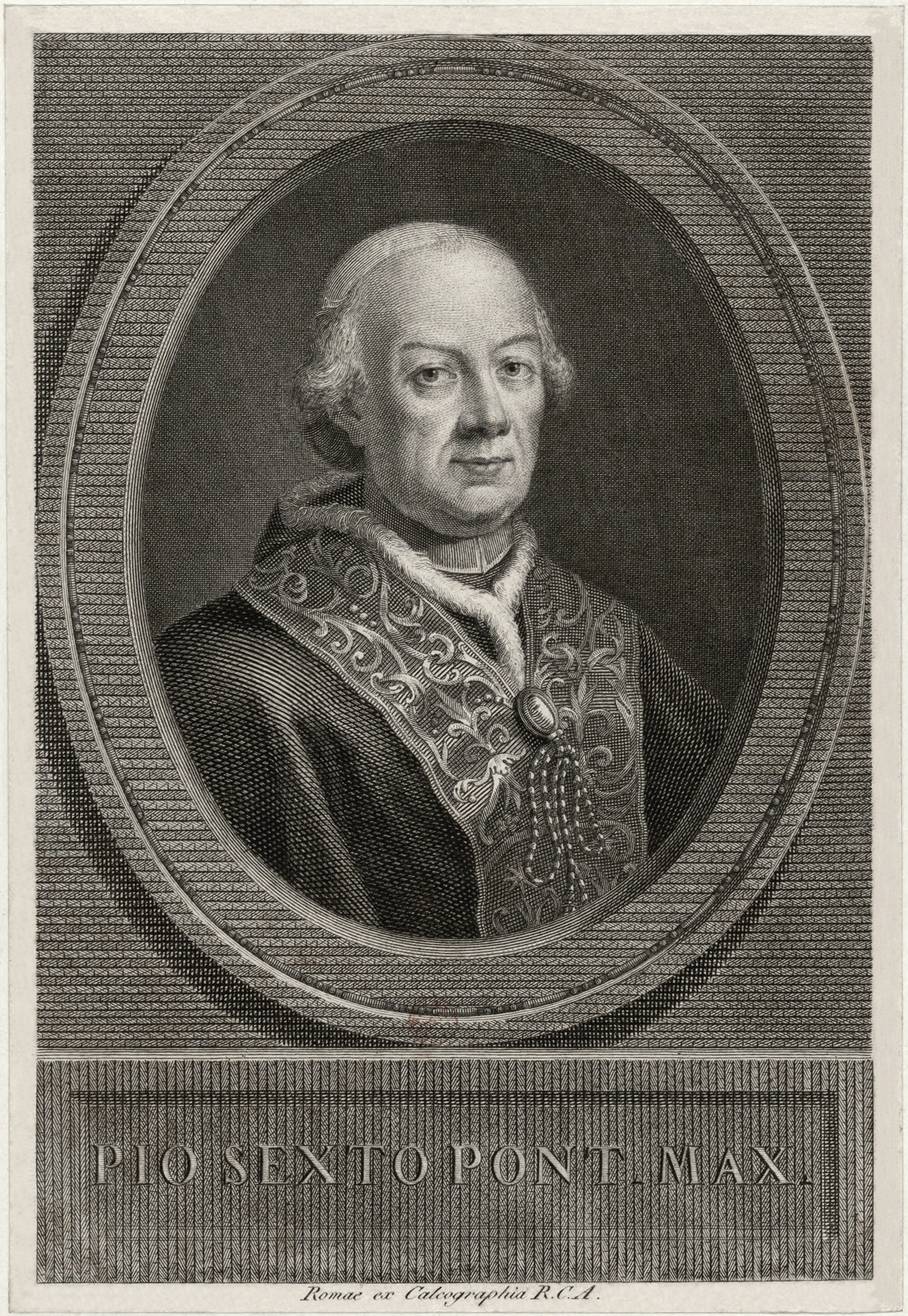
Pius VI

### Primeiros anos
Giovanni Angelo Braschi nasceu em Cesena no Natal de 1717 como o mais velho de oito filhos do conde Marco Aurelio Tommaso Braschi e Ana Teresa Bandi. Seus irmãos eram Felice Silvestro, Giulia Francesca, Cornelio Francesco, Maria Olímpia, Anna Maria Costanza, Giuseppe Luigi e Maria Lucia Margherita. Ele foi batizado em Cesena no dia 27 de dezembro seguinte e recebeu o nome de batismo de Angelo Onofrio Melchiorre Natale Giovanni Antonio.
Após concluir seus estudos no colégio jesuíta de Cesena e obter seu doutorado em direito canônico e civil em 1734, Braschi continuou seus estudos na Universidade de Ferrara.

### Carreira na Igreja
Braschi se tornou o secretário particular do legado papal, cardeal Tommaso Ruffo. Bispo de Ostia e Velletri. O cardeal Ruffo o levou como seu conclavista no Conclave de 1740 e, quando este se tornou decano em 1740, Braschi foi nomeado auditor, cargo que ocupou até 1753.
Sua habilidade na condução de uma missão à corte de Nápoles lhe rendeu a estima do Papa Bento XIV. Em 1753, após a morte do cardeal Ruffo, Bento nomeou Braschi um de seus secretários. Em 1755, o papa o nomeou um cânone da Basílica de São Pedro em 1755.
Em 1758, pondo fim ao noivado, ele foi ordenado ao sacerdócio. Braschi também foi apontado como referendo da Assinatura Apostólica em 1758 e ocupou esse cargo até 1759. Ele também se tornou auditor e secretário do cardeal Carlo Rezzonico, sobrinho do papa Clemente XIII. Em 1766, ele foi apontado como o tesoureiro da câmera apostólica pelo Papa Clemente XIII.

### Cardinalato
Aqueles que sofreram com sua economia consciente conseguiram convencer o Papa Clemente XIV a elevá-lo ao cardinalato. Braschi foi elevado em 26 de abril de 1773 em Roma, como cardeal-sacerdote de Santo Onofre. Foi uma promoção que o tornou inócuo por um breve período de tempo. Ele então se retirou para a Abadia de Subiaco, da qual ele era abade de louvor.

## Papado

### Eleição
O Papa Clemente XIV morreu em 1774 e isso desencadeou um conclave para escolher um sucessor. Espanha, França e Portugal abandonaram todas as objeções à eleição de Braschi, que era um dos oponentes mais moderados da postura anti-jesuíta do falecido papa.
Braschi recebeu apoio daqueles que não gostavam dos jesuítas e acreditavam que ele continuaria as ações de Clemente XIV e se manteria fiel ao breve " Dominus ac Redemptor " (1773) de Clemente, que viu a dissolução da ordem. Mas a facção zelanti — pró-jesuíta — acreditava que ele tinha uma simpatia secreta com os jesuítas e esperava reparação pelos erros sofridos no reinado anterior. Como resultado, Braschi — como papa — foi levado a situações em que ele dava pouca satisfação a ambos os lados.
O cardeal Braschi foi eleito para o pontificado em 15 de fevereiro de 1775 e recebeu o nome pontifício de "Pio VI". Ele foi consagrado ao episcopado em 22 de fevereiro de 1775 pelo cardeal Gian Francesco Albani e foi coroado no mesmo dia pelo cardeal Protodeacon Alessandro Albani.

### Primeiras ações
Pio VI abriu um jubileu que seu antecessor convocou e iniciou o ano do jubileu de 1775.
Os atos anteriores de Pio VI deram uma promessa justa de governo reformista e abordaram o problema da corrupção nos Estados papais. Embora ele fosse geralmente benevolente, Pio VI às vezes mostrava discriminação. Ele nomeou seu tio Giovanni Carlo Bandi como bispo de Ímola em 1752 e depois como membro da Cúria Romana, cardeal no consistório em 29 de maio de 1775, mas não ofereceu nenhum outro membro de sua família.
Ele repreendeu o príncipe Potenziani, governador de Roma, por não ter lidado adequadamente com a corrupção na cidade, nomeou um conselho de cardeais para remediar o estado das finanças e aliviar a pressão dos impostos, chamado a prestar contas a Nicolò Bischi pelo gasto de fundos destinado à compra de grãos, reduziu os desembolsos anuais ao negar pensões a muitas pessoas proeminentes e adotou um sistema de recompensa para incentivar a agricultura.

### Sociedade de Jesus
Após sua eleição, Pio VI ordenou a libertação de Lorenzo Ricci, Superior Geral da Companhia de Jesus, que foi mantido prisioneiro no Castel Sant'Angelo, mas o general morreu antes da chegada do decreto de libertação. Talvez seja devido a Pio VI, que os jesuítas conseguiram escapar à dissolução na Rutênia Branca e na Silésia. Em 1792, o papa considerou o restabelecimento universal da Companhia de Jesus como um baluarte contra as idéias da Revolução Francesa, mas isso não aconteceu.

### Protestos galicanos e febronianos
Além de enfrentar a insatisfação com essa política de temporização, Pio VI encontrou protestos práticos tendendo à limitação da autoridade papal. João Nicolau de Hontheim, escrevendo sob o pseudônimo de "Febronius", o principal expoente literário alemão das idéias galicanas das igrejas católicas nacionais, foi ele próprio induzido (não sem escândalo) a retratar publicamente suas posições; mas foram adotados na Áustria, no entanto. Lá as reformas sociais e eclesiásticas que haviam sido empreendidas pelo imperador José II e seu ministro Kaunitz, como uma maneira de influenciar as nomeações dentro da hierarquia católica, tocou a supremacia de Roma quase que, na esperança de permanecer com eles, Pio VI adotou o curso excepcional de visitar Viena pessoalmente.
Ele deixou Roma em 27 de fevereiro de 1782 e, embora magnificamente recebida pelo imperador, sua missão provou ser um fiasco; alguns anos depois, ele conseguiu coibir os arcebispos alemães que, em 1786, no congresso de Ems, mostraram uma tendência à independência.

### Reino de Nápoles
No Reino de Nápoles, as dificuldades que exigiam certas concessões em homenagem à homenagem feudal foram levantadas pelo ministro liberal Tanucci, e surgiram desentendimentos mais sérios com Leopoldo II, mais tarde imperador, e Scipione de 'Ricci, bispo de Pistoia e Prato, sobre as questões de reforma na Toscana. A bula papal Auctorem fidei, emitida em 28 de agosto de 1794, é uma condenação dos atos e tendências galicanos e jansenistas do Sínodo de Pistoia (1786).

### Outras atividades
Em 17 de agosto de 1775, o Papa Pio VI promulgou com um decreto papal a autenticidade de Nossa Senhora de Šiluva.
Pio VI viu o desenvolvimento da Igreja Católica nos Estados Unidos da América. Ele libertou o clero americano da jurisdição do Vigário Apostólico na Inglaterra e ergueu a primeira Sé Episcopal Americana, a Diocese de Baltimore em novembro de 1789.
Pio VI elevou 73 cardeais em 23 consistórios. Não canonizou nenhum santo, mas beatificou um total de 39 indivíduos, entre os quais Lourenço de Brindisi e Amato Ronconi.
O papa também estabeleceu as finanças dos Estados Pontifícios em bases muito mais firmes. Pio é mais lembrado em conexão com a expansão do Museu Pio-Clementina, que foi iniciado por sugestão de seu antecessor Clemente XIV; e com uma tentativa de drenar os pântanos pontinos, mas Pio VI conseguiu drenar com sucesso os pântanos perto de Citta della Pieve, Perugia e Spoleto. Ele também restaurou a Via Appia. Pio VI também aprofundou e expandiu os portos de Terracina e Porto d'Anizo, um importante centro do comércio pontifício. Pio foi um grande patrono das artes e humanidades; ele também adicionou uma nova sacristia à Basílica de São Pedro.

### Revolução Francesa
No início da Revolução Francesa, em 1789, Pio VI testemunhou a repressão da antiga igreja galicana, bem como o confisco de bens pontifícios e eclesiásticos na França. Também viu uma efígie queimada pelos parisienses no Palais Royal. Ele viu os eventos como um sinal de oposição à ordem social ordenada por Deus e também a considerou uma conspiração contra a igreja. O papa condenou a Declaração dos Direitos do Homem e a Constituição Civil do Clero e apoiou uma liga contra a revolução. Ele emitiu dois resumos — Quod aliquantum (1791) e Caritas (1791) - condenar as reformas eclesiásticas propostas.
1791 marcou o fim das relações diplomáticas com a França e o núncio papal, Antonio Dugnani, foi convocado para Roma como resultado. Uma das razões para a brecha foi a apreensão pelos revolucionários do Comtat Venaissin, encerrando 516 anos de domínio papal em Avignon.
O rei Luís XVI de França foi executado por guilhotina em 21 de janeiro de 1793, e sua filha Maria Teresa Carlota pediu a Roma a canonização de seu pai. Pio VI saudou o falecido rei como mártir em 17 de junho de 1793 em uma reunião com cardeais, dando esperança a uma possibilidade potencial de santidade. Em 1820, duas décadas após a morte de Pio VI, a Congregação de Ritos pôs fim à possível santidade, pois era impossível provar que o rei morreu por razões religiosas e não políticas. Pio VI argumentou que o principal impulso da revolução era contra a religião católica e o próprio Luís XVI.

### Deposição e morte sob Napoleão
Em 1796, as tropas republicanas francesas sob o comando de Napoleão Bonaparte invadiram a Itália e derrotaram as tropas papais. Os franceses ocuparam Ancona e Loreto. Pio VI processou a paz que foi concedida em Tolentino em 19 de fevereiro de 1797; mas em 28 de dezembro de 1797, em uma revolta atribuída pelas forças papais a alguns revolucionários italianos e franceses, o popular general de brigada Mathurin-Léonard Duphot, que havia ido a Roma com José Bonaparte como parte da embaixada francesa, foi morto e um novo pretexto foi fornecido para invasão.
O general Berthier marchou para Roma, entrou sem oposição em 10 de fevereiro de 1798 e, proclamando uma República Romana, exigiu do papa a renúncia à sua autoridade temporal.
Após sua recusa, Pio foi feito prisioneiro e, em 20 de fevereiro, foi escoltado do Vaticano a Siena e daí até a Certosa, perto de Florença. A declaração de guerra francesa contra a Toscana levou à sua remoção (ele foi escoltado pelo espanhol Pedro Gómez Labrador, marquês de Labrador) por Parma, Placência, Turim e Grenoble até a cidadela de Valence, a principal cidade de Drôme, onde morreu seis semanas após sua chegada, em 29 de agosto de 1799, depois reinou mais do que qualquer papa.
O corpo de Pio VI foi embalsamado, mas não foi enterrado até 30 de janeiro de 1800, depois que Napoleão viu vantagem política em enterrar o papa falecido nos esforços para trazer a Igreja Católica de volta à França. Sua comitiva insistiu por algum tempo que seus últimos desejos fossem enterrados em Roma, depois atrás das linhas austríacas. Eles também impediram um bispo constitucional de presidir o enterro, como exigiam as leis da França, de modo que nenhum serviço funerário era realizado. Este retorno do conflito de posse foi resolvido pela Concordata de 1801.
O corpo de Pio VI foi removido de Valence em 24 de dezembro de 1801 e enterrado em Roma, em 19 de fevereiro de 1802, quando Pio VI recebeu um funeral católico, com a presença do Papa Pio VII, seu sucessor.

### Novo enterro

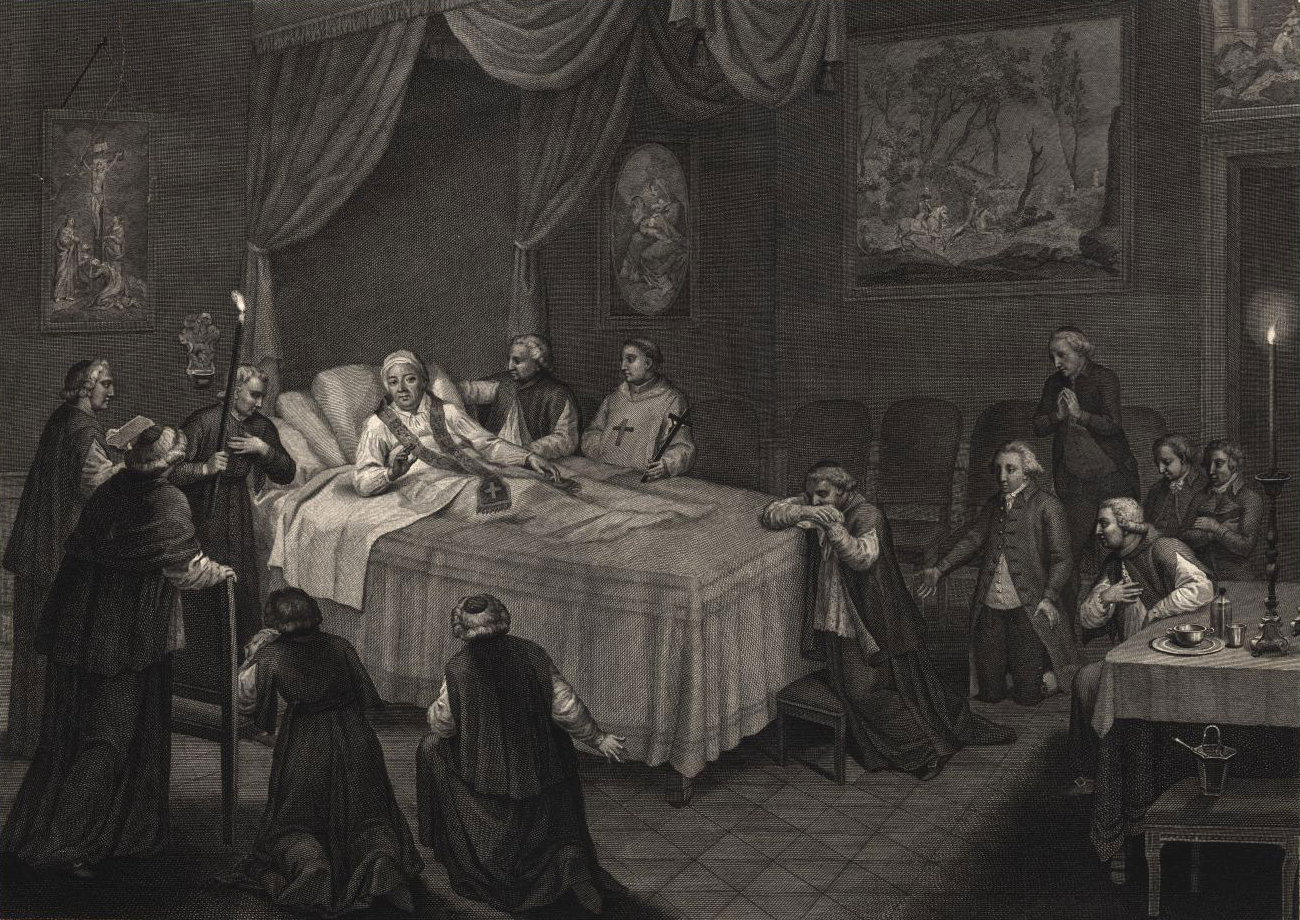
Morte de Pio VI em Valença do Ródano

Por decreto do Papa Pio XII, em 1949, os restos de Pio VI foram transferidos para a Capela da Madona, abaixo de São Pedro, nas grutas do Vaticano. Seus restos mortais foram colocados em um antigo sarcófago de mármore. A inscrição na parede acima do contêiner diz:
"Os restos mortais de Pio VI, consumidos no exílio injusto, por ordem de Pio XII, foram colocados aqui apropriadamente e decorados por um ornamento de mármore mais excelente para sua arte e história em 1949".

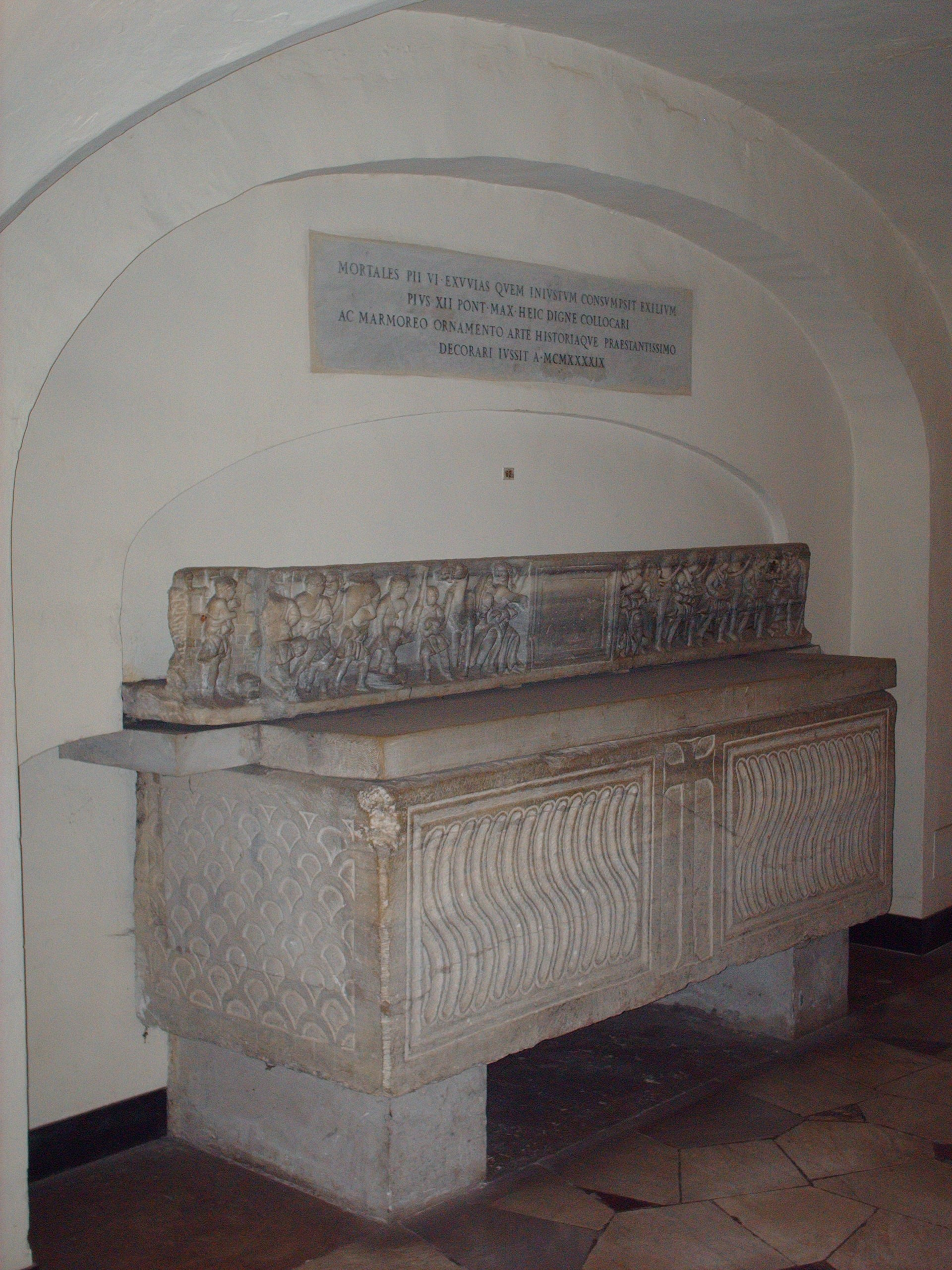
Túmulo de Pio VI na Basílica de São Pedro

## Brasão

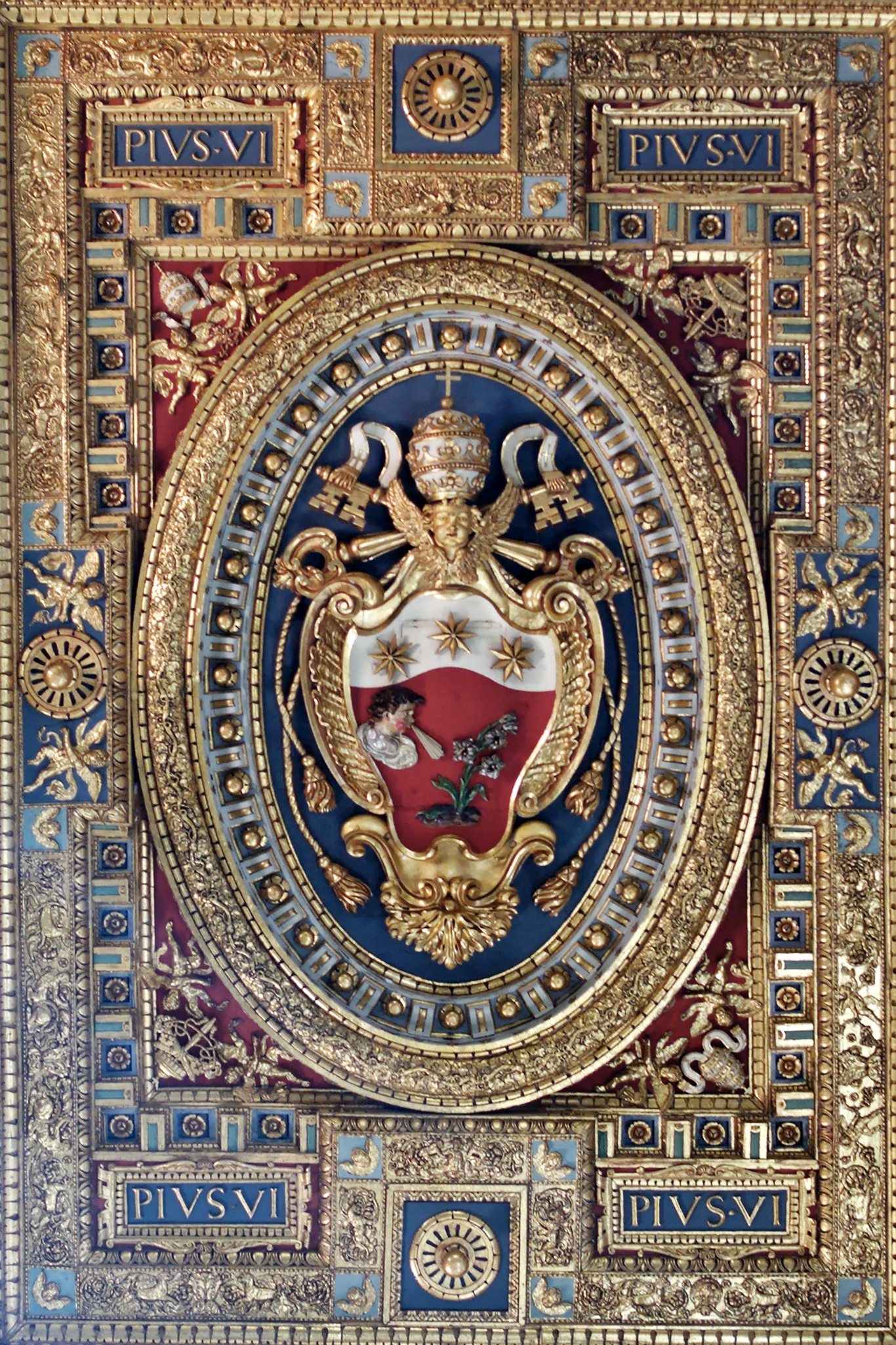
Escudo Papal de Pio VI no teto da Basílica de São João de Latrão

- Descrição: Escudo eclesiástico, de goles com um lírio de três hastes posto em barra, folhado e florido ao natural, plantado num canteiro de sua cor (sinopla), acantonado à dextra de uma cabeça de Éolo, soprando em banda sobre o lírio, tudo de argente; chefe de argente carregado de três estrelas de oito pontas de jalde cosidas no chefe. O escudo está assente em tarja branca. O conjunto pousado sobre duas chaves decussadas, a primeira de jalde e a segunda de argente, atadas por um cordão de goles, com seus pingentes. Timbre: a tiara papal de argente com três coroas de jalde. Quando são postos suportes, estes são dois anjos de carnação, sustentando cada um, na mão livre, uma cruz trevolada tripla, de jalde.
- Interpretação: O escudo obedece às regras heráldicas para os eclesiásticos. O esmalte goles (vermelho) e o metal argente (prata) foram tirados do brasão dos Braschi: "de goles com três rosas de argente". O campo de goles (vermelho) simboliza: o fogo da caridade inflamada no coração do Soberano Pontífice pelo Divino Espírito Santo, que o inspira diretamente do governo supremo da Igreja, bem como valor e o socorro aos necessitados, que o Vigário de Cristo deve dispensar a todos os homens. O lírio é símbolo da pureza e tendo três hastes lembra a Santíssima Trindade e a Sagrada Família, sendo que as expressões "ao natural" e "de sua cor" são recursos para se colocar o lírio e o canteiro, naturalmente com a cor sinopla (verde) sobre o campo de goles (vermelho), sem ferir as leis da heráldica. A cabeça de Éolo representa a graça de Deus que soprou sobre o pontífice eleito, e seu metal argente (prata) simboliza: inocência, castidade, pureza e eloqüência. O chefe de argente tem este mesmo significado e suas três estrelas foram usadas para substituir as três rosas do brasão da família Braschi, simbolizando a Santíssima Trindade e as virtudes teologais: fé, esperança e caridade, sendo de jalde traduzem: nobreza, autoridade, premência, generosidade, ardor e descortínio Os elementos externos do brasão expressam a jurisdição suprema do papa. As duas chaves "decussadas", uma de jalde (ouro) e a outra de argente (prata) são símbolos do poder espiritual e do poder temporal. E são uma referência do poder máximo do Sucessor de Pedro, relatado no Evangelho de São Mateus, que narra que Nosso Senhor Jesus Cristo disse a Pedro: "Dar-te-ei as chaves do reino dos céus, e tudo o que ligares na terra será ligado no céu, e tudo o que desligares na terra, será desligado no céu" (Mt 16, 19). Por conseguinte, as chaves são o símbolo típico do poder dado por Cristo a São Pedro e aos seus sucessores. A tiara papal usada como timbre, recorda, por sua simbologia, os três poderes papais: de Ordem, Jurisdição e Magistério, e sua unidade na mesma pessoa.

## Ordenações[10]

### Ordenações diaconais
- Franziskus Xaver von Salm-Reifferscheidt † (1775)

### Ordenações presbíteros
- Franziskus Xaver von Salm-Reifferscheidt † (1775)

### Ordenações episcopais
Foi o principal sagrante dos seguintes bispos:
- Carlo Bellisomi † (1775)
- Joseph-Vincent de Beni † (1776)
- Girolamo Luigi Crivelli † (1778)
- Pier Luigi Galletti, O.S.B. † (1778)
- François de Pierre de Bernis † (1781)
- Gregorio Bandi † (1787)